# 6e étape du Tour de France 2003
Pour un article plus général, voir Tour de France 2003.
La 6e étape du Tour de France 2003 a eu lieu le 11 juillet 2003 entre Nevers et Lyon sur une distance de 230 km. Elle a été remportée par l'Italien Alessandro Petacchi (Fassa Bortolo) devant l'Australien Cooke (Fdjeux.com) et l'Italien Fabrizio Guidi (Team Bianchi). Le Colombien Víctor Hugo Peña (US Postal-Berry Floor) conserve le maillot jaune et la tête du classement général à l'issue de l'étape.

## Classement de l'étape
| \| Classement de l'étape \| Classement de l'étape \| Classement de l'étape \| Classement de l'étape \| Classement de l'étape \| \| Coureur \| Coureur \| Pays \| Équipe \| Temps \| \| --------------------- \| --------------------- \| --------------------- \| ---------------------------- \| --------------------- \| \| 1er \| Alessandro Petacchi \| Italie \| Fassa Bortolo \| 5 h 08 min 35 s \| \| 2e \| Baden Cooke \| Australie \| Fdjeux.com \| + 0 s \| \| 3e \| Fabrizio Guidi \| Italie \| Team Bianchi \| + 0 s \| \| 4e \| Thor Hushovd \| Norvège \| Crédit Agricole \| + 0 s \| \| 5e \| Romāns Vainšteins \| Lettonie \| Vini Caldirola-Saunier Duval \| + 0 s \| \| 6e \| Damien Nazon \| France \| Brioches La Boulangère \| + 0 s \| \| 7e \| Sébastien Hinault \| France \| Crédit Agricole \| + 0 s \| \| 8e \| Gerrit Glomser \| Autriche \| Saeco \| + 0 s \| \| 9e \| Yuriy Krivtsov \| Ukraine \| Jean Delatour \| + 0 s \| \| 10e \| Luca Paolini \| Italie \| Quick Step-Davitamon \| + 0 s \| |                     |           |                              |                 |
| |                     |           |                              |                 |
| |                     |           |                              |                 |
| Classement de l'étape |                     |           |                              |                 |
| Coureur | Coureur             | Pays      | Équipe                       | Temps           |
| 1er | Alessandro Petacchi | Italie    | Fassa Bortolo                | 5 h 08 min 35 s |
| 2e | Baden Cooke         | Australie | Fdjeux.com                   | + 0 s           |
| 3e | Fabrizio Guidi      | Italie    | Team Bianchi                 | + 0 s           |
| 4e | Thor Hushovd        | Norvège   | Crédit Agricole              | + 0 s           |
| 5e | Romāns Vainšteins   | Lettonie  | Vini Caldirola-Saunier Duval | + 0 s           |
| 6e | Damien Nazon        | France    | Brioches La Boulangère       | + 0 s           |
| 7e | Sébastien Hinault   | France    | Crédit Agricole              | + 0 s           |
| 8e | Gerrit Glomser      | Autriche  | Saeco                        | + 0 s           |
| 9e | Yuriy Krivtsov      | Ukraine   | Jean Delatour                | + 0 s           |
| 10e | Luca Paolini        | Italie    | Quick Step-Davitamon         | + 0 s           |

## Classement général
| \| Classement général \| Classement général \| Classement général \| Classement général \| Classement général \| \| Coureur \| Coureur \| Pays \| Équipe \| Temps \| \| ------------------ \| ------------------ \| ------------------ \| ----------------------------- \| ------------------ \| \| 1er \| Víctor Hugo Peña \| Colombie \| US Postal Service-Berry Floor \| 23 h 03 min 06 s \| \| 2e \| Lance Armstrong \| États-Unis \| US Postal Service-Berry Floor \| DQ \| \| 3e \| Viatcheslav Ekimov \| Russie \| US Postal Service-Berry Floor \| + 5 s \| \| 4e \| George Hincapie \| États-Unis \| US Postal Service-Berry Floor \| + 5 s \| \| 5e \| José Luis Rubiera \| Espagne \| US Postal Service-Berry Floor \| + 23 s \| \| 6e \| Roberto Heras \| Espagne \| US Postal Service-Berry Floor \| + 27 s \| \| 7e \| Pavel Padrnos \| Tchéquie \| US Postal Service-Berry Floor \| + 27 s \| \| 8e \| Floyd Landis \| États-Unis \| US Postal Service-Berry Floor \| + 28 s \| \| 9e \| Joseba Beloki \| Espagne \| ONCE-Eroski \| + 33 s \| \| 10e \| Jörg Jaksche \| Allemagne \| ONCE-Eroski \| + 38 s \| |                    |            |                               |                  |
| |                    |            |                               |                  |
| |                    |            |                               |                  |
| Classement général |                    |            |                               |                  |
| Coureur | Coureur            | Pays       | Équipe                        | Temps            |
| 1er | Víctor Hugo Peña   | Colombie   | US Postal Service-Berry Floor | 23 h 03 min 06 s |
| 2e | Lance Armstrong    | États-Unis | US Postal Service-Berry Floor | DQ               |
| 3e | Viatcheslav Ekimov | Russie     | US Postal Service-Berry Floor | + 5 s            |
| 4e | George Hincapie    | États-Unis | US Postal Service-Berry Floor | + 5 s            |
| 5e | José Luis Rubiera  | Espagne    | US Postal Service-Berry Floor | + 23 s           |
| 6e | Roberto Heras      | Espagne    | US Postal Service-Berry Floor | + 27 s           |
| 7e | Pavel Padrnos      | Tchéquie   | US Postal Service-Berry Floor | + 27 s           |
| 8e | Floyd Landis       | États-Unis | US Postal Service-Berry Floor | + 28 s           |
| 9e | Joseba Beloki      | Espagne    | ONCE-Eroski                   | + 33 s           |
| 10e | Jörg Jaksche       | Allemagne  | ONCE-Eroski                   | + 38 s           |

## Classements annexes
| Classement par points | Classement par points | Classement par points | Classement par points | Classement par points |
| Coureur               | Coureur               | Pays                  | Équipe                | Points                |
| --------------------- | --------------------- | --------------------- | --------------------- | --------------------- |
| 1er                   | Alessandro Petacchi   | Italie                | Fassa Bortolo         | 144 pts               |
| 2e                    | Baden Cooke           | Australie             | Fdjeux.com            | 118 pts               |
| 3e                    | Robbie McEwen         | Australie             | Lotto-Domo            | 110 pts               |
| 4e                    | Thor Hushovd          | Norvège               | Crédit Agricole       | 100 pts               |
| 5e                    | Erik Zabel            | Allemagne             | Telekom               | 98 pts                |

| Classement par points | Classement par points | Classement par points | Classement par points | Classement par points |
| Coureur               | Coureur               | Pays                  | Équipe                | Points                |
| --------------------- | --------------------- | --------------------- | --------------------- | --------------------- |
| 1er                   | Alessandro Petacchi   | Italie                | Fassa Bortolo         | 144 pts               |
| 2e                    | Baden Cooke           | Australie             | Fdjeux.com            | 118 pts               |
| 3e                    | Robbie McEwen         | Australie             | Lotto-Domo            | 110 pts               |
| 4e                    | Thor Hushovd          | Norvège               | Crédit Agricole       | 100 pts               |
| 5e                    | Erik Zabel            | Allemagne             | Telekom               | 98 pts                |

| Classement de la montagne | Classement de la montagne | Classement de la montagne | Classement de la montagne | Classement de la montagne |
| Coureur                   | Coureur                   | Pays                      | Équipe                    | Points                    |
| ------------------------- | ------------------------- | ------------------------- | ------------------------- | ------------------------- |
| 1er                       | Christophe Mengin         | France                    | Fdjeux.com                | 20 pts                    |
| 2e                        | Frédéric Finot            | France                    | Jean Delatour             | 18 pts                    |
| 3e                        | Anthony Geslin            | France                    | Brioches La Boulangère    | 15 pts                    |
| 4e                        | Walter Bénéteau           | France                    | Brioches La Boulangère    | 11 pts                    |
| 5e                        | Stuart O'Grady            | Australie                 | Crédit Agricole           | 10 pts                    |

| Classement de la montagne | Classement de la montagne | Classement de la montagne | Classement de la montagne | Classement de la montagne |
| Coureur                   | Coureur                   | Pays                      | Équipe                    | Points                    |
| ------------------------- | ------------------------- | ------------------------- | ------------------------- | ------------------------- |
| 1er                       | Christophe Mengin         | France                    | Fdjeux.com                | 20 pts                    |
| 2e                        | Frédéric Finot            | France                    | Jean Delatour             | 18 pts                    |
| 3e                        | Anthony Geslin            | France                    | Brioches La Boulangère    | 15 pts                    |
| 4e                        | Walter Bénéteau           | France                    | Brioches La Boulangère    | 11 pts                    |
| 5e                        | Stuart O'Grady            | Australie                 | Crédit Agricole           | 10 pts                    |

| Classement du meilleur jeune | Classement du meilleur jeune | Classement du meilleur jeune | Classement du meilleur jeune | Classement du meilleur jeune |
| Coureur                      | Coureur                      | Pays                         | Équipe                       | Temps                        |
| ---------------------------- | ---------------------------- | ---------------------------- | ---------------------------- | ---------------------------- |
| 1er                          | Vladimir Karpets             | Russie                       | iBanesto.com                 | 23 h 04 min 17 s             |
| 2e                           | Denis Menchov                | Russie                       | iBanesto.com                 | + 8 s                        |
| 3e                           | Evgueni Petrov               | Russie                       | iBanesto.com                 | + 10 s                       |
| 4e                           | Andy Flickinger              | France                       | AG2R Prévoyance              | + 19 s                       |
| 5e                           | Thor Hushovd                 | Norvège                      | Crédit Agricole              | + 27 s                       |

| Classement du meilleur jeune | Classement du meilleur jeune | Classement du meilleur jeune | Classement du meilleur jeune | Classement du meilleur jeune |
| Coureur                      | Coureur                      | Pays                         | Équipe                       | Temps                        |
| ---------------------------- | ---------------------------- | ---------------------------- | ---------------------------- | ---------------------------- |
| 1er                          | Vladimir Karpets             | Russie                       | iBanesto.com                 | 23 h 04 min 17 s             |
| 2e                           | Denis Menchov                | Russie                       | iBanesto.com                 | + 8 s                        |
| 3e                           | Evgueni Petrov               | Russie                       | iBanesto.com                 | + 10 s                       |
| 4e                           | Andy Flickinger              | France                       | AG2R Prévoyance              | + 19 s                       |
| 5e                           | Thor Hushovd                 | Norvège                      | Crédit Agricole              | + 27 s                       |

| Classement par équipes | Classement par équipes        | Classement par équipes | Classement par équipes |
| Équipe                 | Équipe                        | Pays                   | Temps                  |
| ---------------------- | ----------------------------- | ---------------------- | ---------------------- |
| 1re                    | US Postal Service-Berry Floor | États-Unis             | 66 h 32 min 30 s       |
| 2e                     | ONCE-Eroski                   | Espagne                | + 49 s                 |
| 3e                     | Team Bianchi                  | Allemagne              | + 51 s                 |
| 4e                     | iBanesto.com                  | Espagne                | + 1 min 35 s           |
| 5e                     | Quick Step-Davitamon          | Belgique               | + 1 min 45 s           |

| Classement par équipes | Classement par équipes        | Classement par équipes | Classement par équipes |
| Équipe                 | Équipe                        | Pays                   | Temps                  |
| ---------------------- | ----------------------------- | ---------------------- | ---------------------- |
| 1re                    | US Postal Service-Berry Floor | États-Unis             | 66 h 32 min 30 s       |
| 2e                     | ONCE-Eroski                   | Espagne                | + 49 s                 |
| 3e                     | Team Bianchi                  | Allemagne              | + 51 s                 |
| 4e                     | iBanesto.com                  | Espagne                | + 1 min 35 s           |
| 5e                     | Quick Step-Davitamon          | Belgique               | + 1 min 45 s           |